# Gregor II. (Tusculum)
Gregor II. († 1058) war im Italien des 11. Jahrhunderts Graf in Tusculum und gleichzeitig Graf des Laterans.

## Leben
Gregor II. war ein Sohn von Alberich III., Grafen von Tusculum und des Laterans. Seine Mutter hieß Ermelina. Im Jahr 1044 folgte er seinem Vater als Graf (Lateranensis et Tuscularensis comes). Er behielt dieses Amt bis zu seinem Tod im Jahr 1058.
In seinem Werk Chronicon Monasterii Casinensis listet Leo Marsicanus Gregor II. als Gregorius de Alberico auf. Die zeitliche Stellung dieser Passage deutet auf das Jahr 1058 als den Todeszeitpunkt Gregors II. Wie seine Vorväter so trug auch er den illustren Titel Romanorum patricius, consul, dux et senator – Patrizier, Konsul, Herzog und Senator der Römer – der seine weltliche Machtstellung über Rom und dessen Heer zum Ausdruck brachte. In seinem Doppeltitel sind seine Besitzungen an Ländereien und Festungsbauwerken sowohl in Rom als auch in Tusculum inbegriffen, die er durch eine Allianz mit dem Papsttum absicherte. So leitete er im Jahr 1044 einen Feldzug, um Papst Benedikt IX. wieder einzusetzen.
Gregor II. wurde urkundlich das letzte Mal im Jahr 1054 erwähnt.

## Nachkommen
Gregor II. hatte drei Söhne und eine Tochter. Seine Tochter Theodora heiratete Pandulf (oder Landulf), den Herrn zu Capaccio (1040 bis 1052). Pandulf war der Sohn von Guaimar III. von Salerno und seiner Frau Gaitelgrima. Er wurde zusammen mit seinem Bruder Guaimar IV. im Jahr 1052 ermordet.
Die Söhne Gregors II. Johann und Peter starben in jungen Jahren, so dass sein Sohn Gregor III. ihm 1058 nachfolgte.